# Набережная Лейтенанта Шмидта (Санкт-Петербург)
На́бережная Лейтена́нта Шми́дта (в 1887—1923 — Никола́евская набережная) — правая набережная Большой Невы в Санкт-Петербурге.
Пролегает от Благовещенского моста до 22—23 линий В. О. Расположена на Васильевском острове.

## История

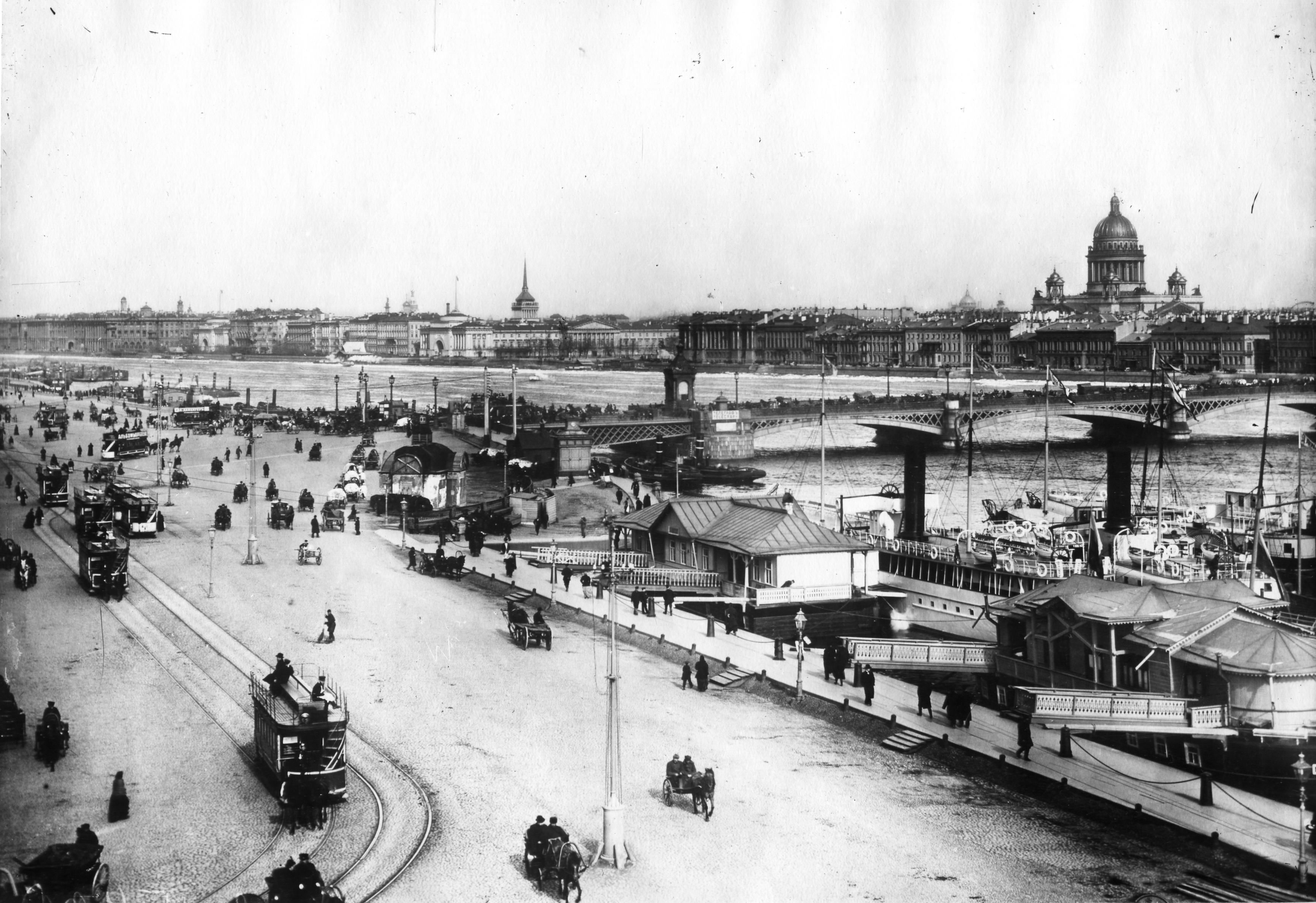
Николаевская набережная в начале XX века

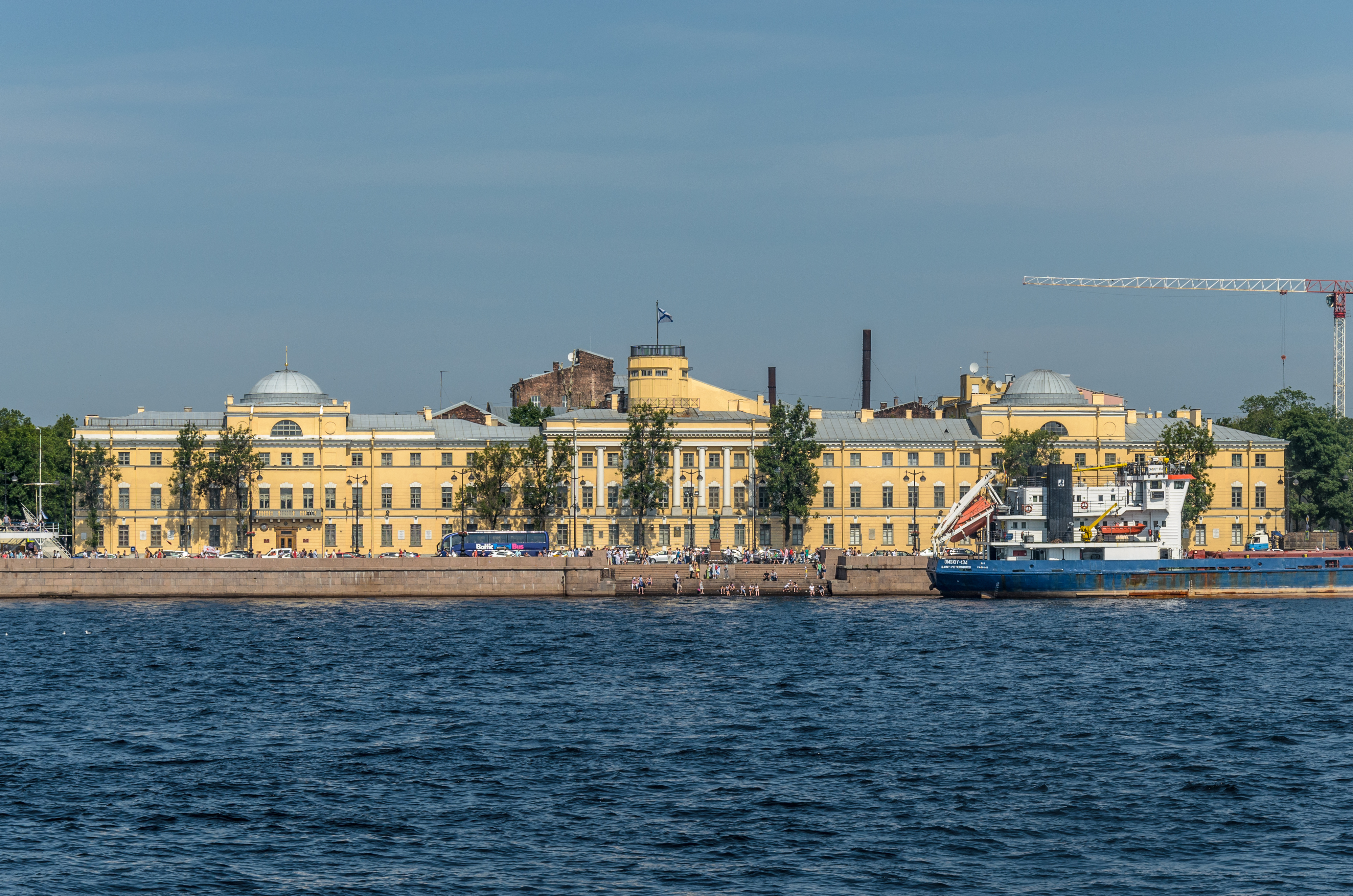
б. Морской Кадетский корпус

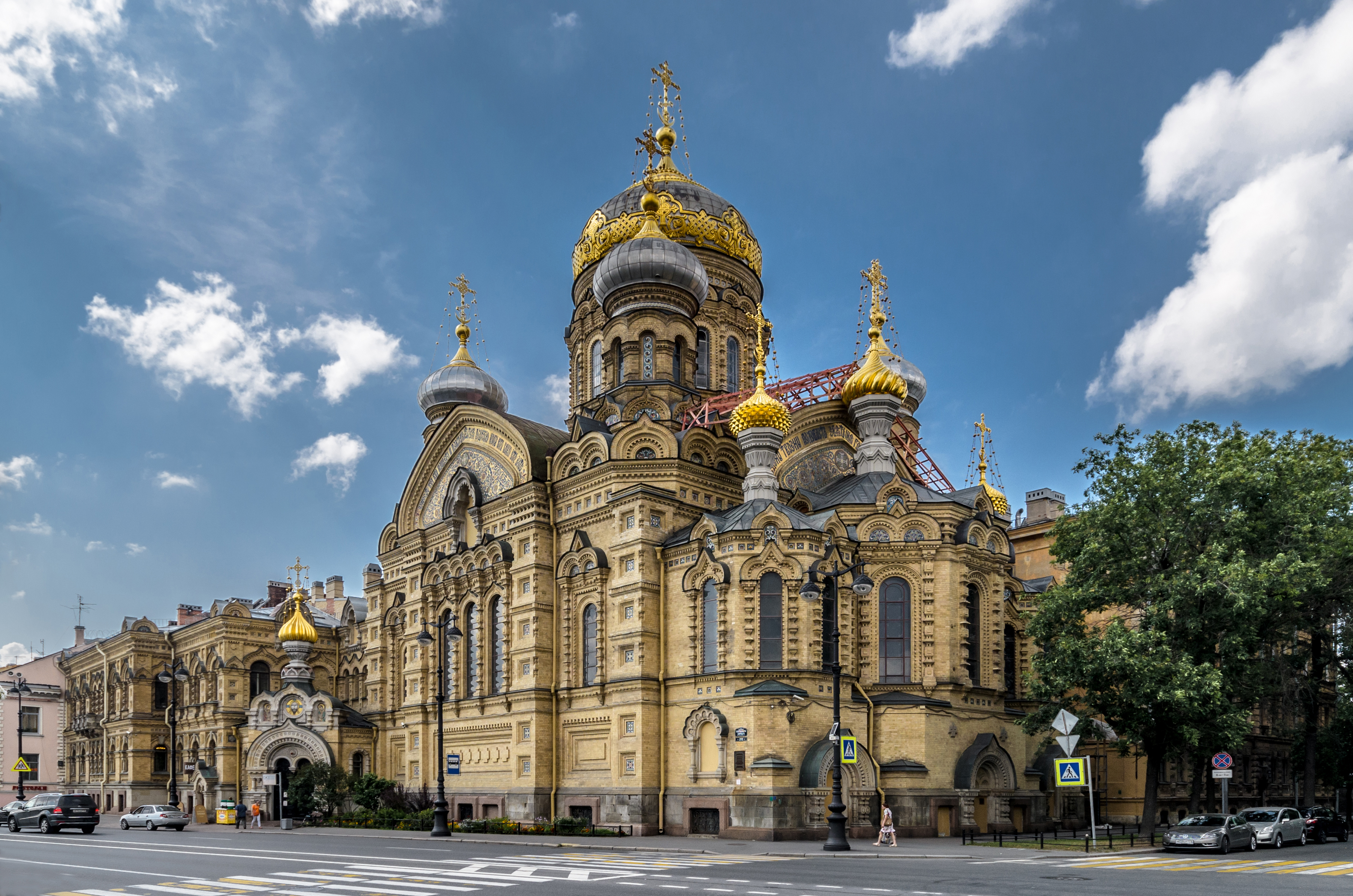
Церковь Успения Пресвятой Богородицы

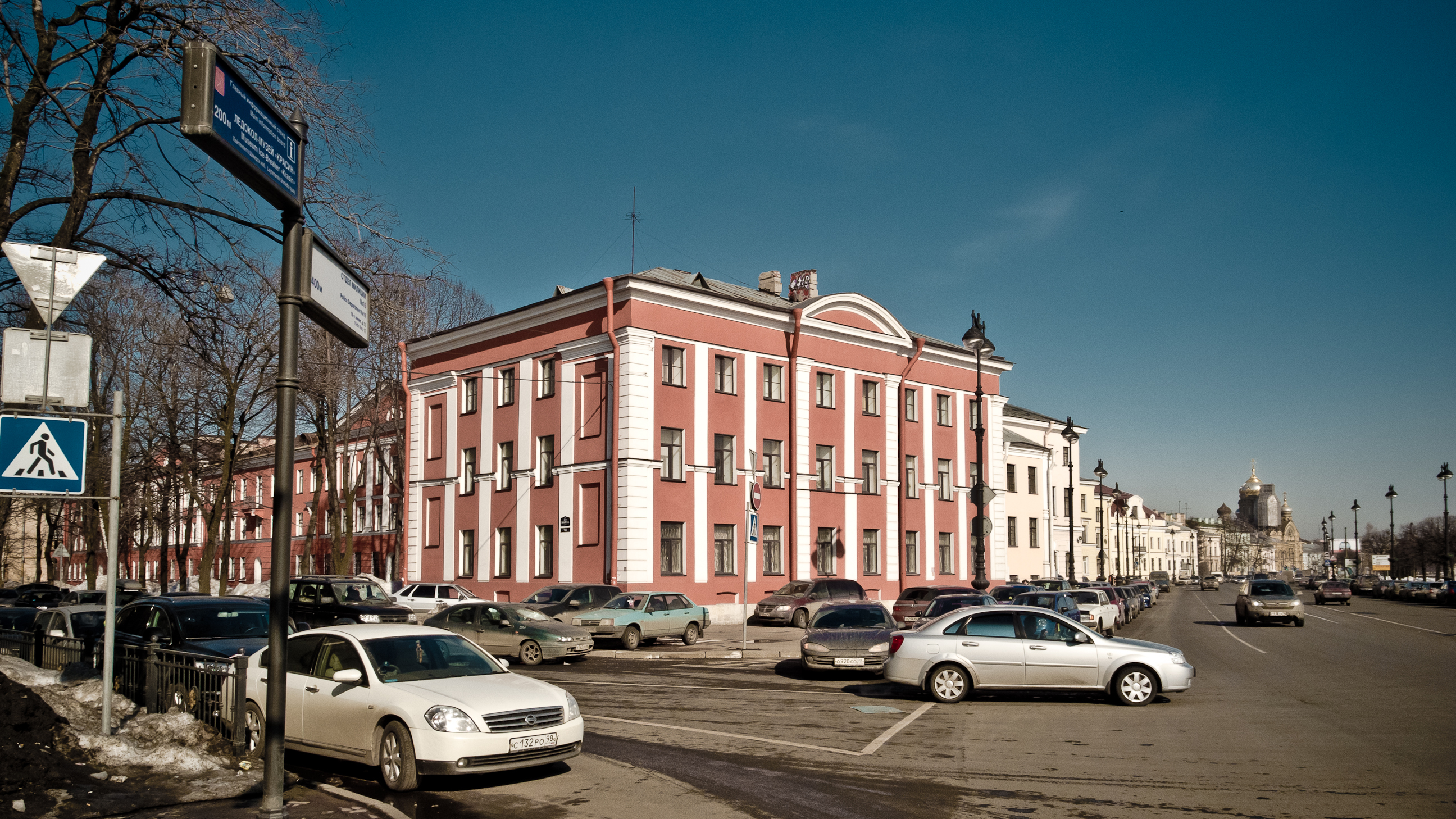
Казармы лейб-гвардии Финляндского полка

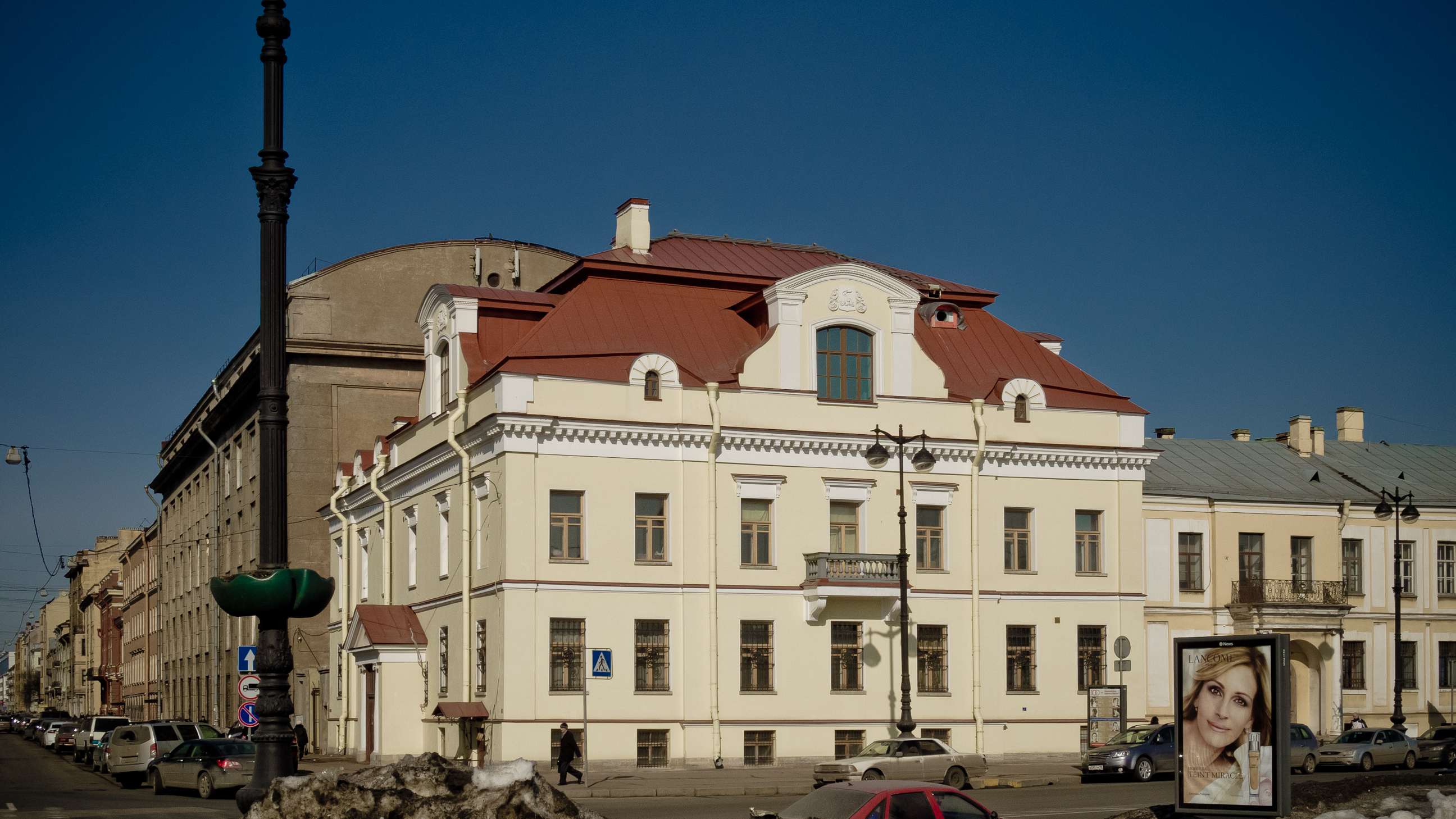
Музей-институт семьи Рерихов

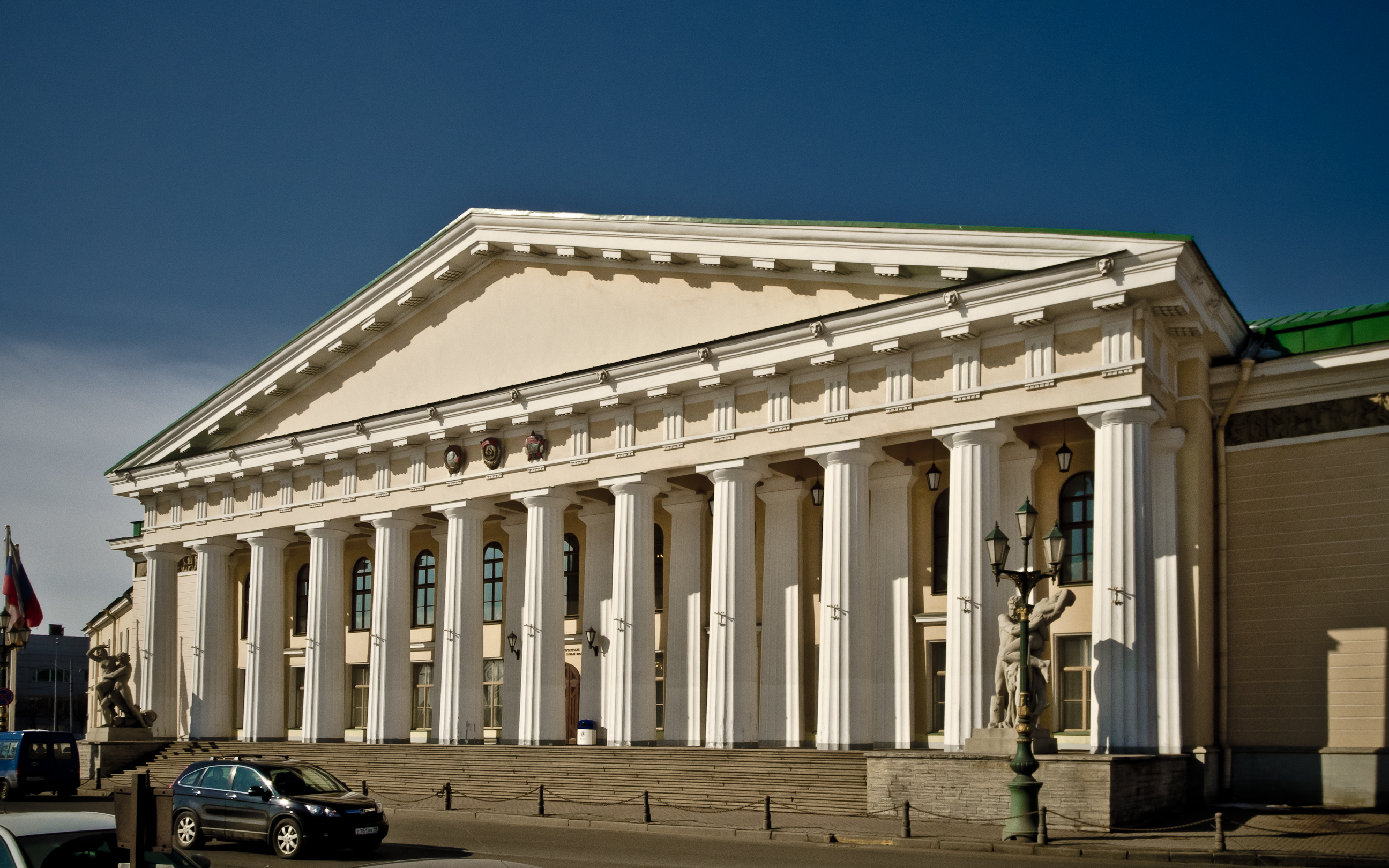
Горный институт

Первые сооружения на этой набережной возникли в начале XVIII века. Долгое время Университетская набережная и набережная Лейтенанта Шмидта именовались набережной Большой Невы и имели единую нумерацию домов.
В 1806—1808 годах было построено здание Горного института по проекту архитектора Андрея Воронихина. В 1847—1852 годы набережную облицовали гранитом, устроили лестницы, съезды и причальную стенку. В 1936—1937 часть набережной перестроили. Лишь в 1887 году отрезок от 7 до 23 линии Васильевского острова получил статус самостоятельной набережной, которая была названа Николаевской по мосту, у которого она начиналась. В 1873 году на набережной был установлен памятник И. Ф. Крузенштерну. Около 30 лет набережная и мост носили имя российского императора Николая I, а в 1923 году набережная вслед за мостом переименована в память одного из руководителей Севастопольского восстания 1905 года П. П. Шмидта.
В ходе визита в Санкт-Петербург в 1902 году президента Франции Э. Лубе на набережной была сооружена Арка, в память об этом событии в 1902 году выпустили тематическую открытку
.

## Описание
Особенностью набережной Лейтенанта Шмидта является так называемая «ступенчатая застройка», которая повторяет вогнутую линию невского берега. Часть домов, возведенных вдоль набережной, относится к петровской эпохе, возглавлял проект общей застройки набережной Невы архитектор Доменико Трезини. Позднее практически все здания были перестроены, однако сохранили первоначальные пропорции: к таким зданиям относится, например, дом № 1, сооружённый в самом начале XVIII века.
Центральную часть панорамы набережной Лейтенанта Шмидта занимает пятиглавая церковь Успения Пресвятой Богородицы, возведенная по проекту инженера В. А. Косякова в конце XIX века. Раньше на этом месте располагалось подворье Киево-Печерской лавры. Это место на берегу Невы исторически всегда принадлежало монастырским подворьям. С 1721 по 1766 годы здесь находилось подворье Троице-Сергиева монастыря, Псковского Архиерейского Дома — с 1766 по 1875 годы и Киево-Печерской лавры — с 1875 по 1933 годы.
- Дом № 1 — был перестроен по проекту архитектора С. Чевакинского в 1757—1758 годах и доработан архитектором А. Захаровым в 1808—1809 годах. Квартиры в этом доме были отведены для ученых и членов Академии наук. С тех пор здание именуется «домом академиков». В одном из его помещений сегодня размещается мемориальный музей-квартира ученого Ивана Павлова. Здание отмечено 27 мемориальными досками с именами академиков, живших здесь в разное время.
- Дом № 3 — особняк Бракгаузен, построен в 1720-х по проекту Жана-Батиста Леблона и дважды перестроен (1823, 1873). В первой четверти XIX века в здании проживал будущий 15-й президент США Джеймс Бьюкеннен[5][6].
- Дом № 13 — «дом А. Е. Шлякова» был перестроен на основе более раннего здания в 1879 году, руководил проектом архитектор Фёдор Карлович фон Пирвиц. Среди выдающихся жильцов дома — корабельный инженер Иван Бубнов (1899—1900)[7][8].
- Дом № 17 был построен в первой четверти XVIII века, затем перестроен для Морского корпуса в 1796—1798 годах по проекту архитектора Ф. И. Волкова, с домовым храмом при нём в честь Павла Исповедника. Сегодня в этом здании находится Морской Корпус Петра Великого. Перед зданием училища стоит памятник мореплавателю и адмиралу И. Ф. Крузенштерну, совершившему первое кругосветное путешествие на русском судне. В 1873 году состоялось торжественное открытие этого памятника, созданного скульптором И. Шредером и архитектором И. Монигетти.
- Дом № 29 — дом А. А. Риттера, XVIII в.; в 1886 был перестроен по проекту архитектора А. А. Риттера.
- Дом № 31 — дом Ф. Ф. Утемана, XVIII в.; в 1886 был перестроен по проекту арх. Гёдике Р. А.[9].
- Дом № 37 — дом Брюллова, был перестроен в 1897-м по проекту гражданского инженера А. Л. Большакова на месте более раннего здания. В 1840—1873 годах этот дом принадлежал архитектору Александру Брюллову, а во второй половине XIX века его жильцами были многие выдающиеся петербуржцы — деятели культуры, педагоги, а также моряки и морские исследователи[10].

Архитектурный ансамбль набережной завершает двенадцатиколонный дорический портик Горного института, украшенный скульптурами, выполненными С. Пименовым и В. Демут-Малиновским. Фасад Горного института, спроектированного архитектором А. Н. Воронихиным, напоминает античный храм. Это впечатление усиливается благодаря тому, что при оформлении здания были использованы мотивы древнегреческой мифологии. Скульптуры, украшающие здание, называются «Похищение Прозерпины» и «Геркулес, удушающий Антея». Они аллегорически указывают на назначение здания: использование подземных богатств для укрепления экономической и военной мощи государства.